# Maníkovice (zámek)
Lovecký zámeček Maníkovice stojí na okraji vsi Maníkovice, části obce Ptýrov.v okrese Mladá Boleslav ve Středočeském kraji. Okolo zámku vede červené značená turistická stezka (Zlatá stezka Českého ráje) od Kláštera Hradiště nad Jizerou na Klokočku, kterou kopíruje cyklotrasa 241. Od roku 1987 je zámeček chráněn jako kulturní památka.

## Historie
První písemná zmínka o Maníkovicích pochází z roku 1345, kdy cisterciáci z kláštera Hradiště postoupili pánům ze Zvířetic výnosy z obcí Ptýrov, Ptýrovec a Maníkovice. V té době zde však zámeček ještě nestál. Ten nechal vybudovat až v roce 1711 František Josef z Valdštejna, jenž v té době vlastnil panství Mnichovo Hradiště. Realizací byl pověřen stavitel Mikuláš Raimondi. Na základě dendrochronologického průzkumu zámečku můžeme říci, že v letech 1763–1765 prošel úpravami. Jak dlouho objekt sloužil jako lovecký zámeček, není známo, později převzal funkci hájovny a od poloviny 19. století v něm sídlil lesní úřad celého panství. V současné době je v soukromých rukách a slouží k obytným účelům.

## Okolí

### Bílý rybník
Bílý rybník u Maníkovic  je malý rybník zarůstající rákosem o rozloze vodní plochy 0,61 ha nalézající se v namdořské výšce 252 m n. m. asi 0,6 km východně od loveckého zámečku na katastru obce Ptýrov v okrese Mladá Boleslav u silnice III. třídy č. 26823 spojující městečko Klášter Hradiště nad Jizerou s osadou Maníkovice, částí obce Ptýrov. Rybník existoval již v roce 1852. Mezi rybníkem a silnicí se nalézá skupina 6 památných dubů – Maníkovické duby. Rybník je využíván pro chov ryb.